# Ejrenajos
Ejrenajos – Grek, właściciel warsztatów szklarskich w Sydonie. Działał w okresie wczesnego cesarstwa rzymskiego, znany jest z sygnatury umieszczonej na wielu szkłach starożytnych.